# SMS Prinzregent Luitpold
O SMS Prinzregent Luitpold foi um couraçado operado pela Marinha Imperial Alemã e a quarta embarcação da Classe Kaiser, depois do SMS Kaiser, SMS Friedrich der Grosse e SMS Kaiserin, seguido pelo e SMS König Albert. Sua construção começou em outubro de 1910 na Germaniawerft em Kiel e foi lançado ao mar em fevereiro de 1912, sendo comissionado em agosto do ano seguinte. Era armado com de dez canhões de 305 milímetros em cinco torres de artilharia duplas, tinha um deslocamento de 27 mil toneladas e alcançava uma velocidade máxima de 21 nós.
O Prinzregent Luitpold teve um início de carreira tranquilo que consistiu principalmente em exercícios e manobras de rotina com o resto da frota, também realizando cruzeiros de treinamento para portos estrangeiros. A Primeira Guerra Mundial começou em julho de 1914 e o navio participou de maioria das operações e surtidas da Frota de Alto-Mar alemã durante o conflito. Esteve presente em meados de 1916 na Batalha da Jutlândia, também dando apoio para a Operação Albion em setembro de 1917 e participando da Segunda Batalha da Angra da Heligolândia em outubro do mesmo ano.
A Alemanha foi derrotada em novembro de 1918 e o Prinzregent Luitpold se rendeu para a Grande Frota britânica no mesmo mês, sendo internado junto com o resto da Frota de Alto-Mar na base britânica de Scapa Flow, nas Ilhas Órcades. Permaneceu imobilizado no local pelos meses seguintes enquanto o Tratado de Versalhes era negociado. O couraçado acabou deliberadamente afundado por sua própria tripulação em 21 de junho de 1919 para que não fosse tomado pelos britânicos. Afundou em água rasa e seus destroços foram reflutuados em 1931 e desmontados em 1933.